# Codice del processo amministrativo
Il decreto legislativo 2 luglio 2010, n. 104 - conosciuto anche come codice del processo amministrativo - è una legge della Repubblica Italiana che regola il funzionamento del processo amministrativo innanzi ai TAR e al Consiglio di Stato.

## Storia
Venne emanato in attuazione dell'articolo 44 della legge delega 18 giugno 2009, n. 69, che autorizzava il governo al riordino del processo amministrativo, ed è entrato in vigore il 16 settembre del 2010.
Con il Decreto legislativo 15 novembre 2011, n. 195, entrato in vigore l'8 dicembre 2011, sono state apportate disposizioni correttive ed attuative, così come previsto dall'art. 44, comma 4, della legge 18 giugno 2009 n. 69 che aveva delegato il governo ad adottare il codice.

## Caratteristiche

### Struttura
Il Codice in questione è composto di 137 articoli (la bozza ne prevedeva 154), oltre a 23 articoli tra norme di attuazione, transitorie e di abrogazione, suddivisi in cinque libri, a loro volta divisi in capi e ha in calce tre allegati, articolati nel seguente modo:
- Libro Primo “Disposizioni Generali”;
- Libro Secondo “Processo Amministrativo di Primo Grado”;
- Libro Terzo “Impugnazioni”;
- Libro Quarto “Ottemperanza e Riti Speciali”;
- Libro Quinto “Norme Finali”

Allegati:
- Allegato 2 “Norme d'attuazione”;
- Allegato 3 “Norme transitorie”;
- Allegato 4 “Norme di coordinamento e abrogazioni”.

### Rappresentanza processuale
Le parti possono stare in giudizio unicamente se assistite da un avvocato difensore. In determinate materie, quali diritto di accesso agli atti, elettorato, di libera circolazione nell'Unione Europea, la parte può stare in giudizio personalmente. Per i giudizi davanti al Consiglio di Stato, però, è sempre richiesto il patrocinio di un avvocato abilitato al patrocinio avanti le giurisdizioni superiori.

### Contraddittorio
Il contraddittorio è regolarmente costituito qualora il ricorso sia notificato al resistente e ai controinteressati, qualora ve ne fossero.